# Liste der Naturdenkmäler in Völs am Schlern
Die Liste der Naturdenkmäler in Völs am Schlern (italienisch Fiè allo Sciliar) enthält die sieben als Naturdenkmal ausgewiesene Objekte auf dem Gebiet der Gemeinde Völs am Schlern in Südtirol.
Basis ist das im Internet einsehbare offizielle Verzeichnis der Naturdenkmäler in Südtirol (Stand: 23. Januar 2015). Dabei kann es sich um botanische, geologische oder hydrologische Naturdenkmäler handeln. Die Reihenfolge in dieser Liste orientiert sich an der ID, alternativ ist sie auch nach dem Namen sortierbar.
Siehe auch:
Liste der Baudenkmäler in Völs am Schlern

## Liste
| Foto |                 | Name                                                            | Standort                     | Beschreibung                            |
| ---- | --------------- | --------------------------------------------------------------- | ---------------------------- | --------------------------------------- |
| ja   | Datei hochladen | ein Birnbaum oberhalb des Schlosshofes (Prösels) ID: 110_G01    | 46° 30′ 11″ N, 11° 29′ 37″ O | Botanisches Naturdenkmal: Birnbaum      |
| ja   | Datei hochladen | ein Birnbaum beim Rufnerhof (St. Konstantin) ID: 110_G02        | 46° 31′ 59″ N, 11° 30′ 46″ O | Botanisches Naturdenkmal: Birnbaum      |
| ja   | Datei hochladen | Kalter Keller zwischen St. Anton und St. Konstantin ID: 110_G03 | 46° 31′ 58″ N, 11° 31′ 3″ O  | Geologisches Naturdenkmal: Eisloch      |
| ja   | Datei hochladen | Wirtskeller beim Rieferhof am Höfeweg ID: 110_G04               | 46° 30′ 18″ N, 11° 28′ 56″ O | Geologisches Naturdenkmal: Eisloch      |
| ja   | Datei hochladen | Schnaggenkreuzmoos ID: 110_G05                                  | 46° 32′ 10″ N, 11° 31′ 18″ O | Hydrologisches Naturdenkmal: Niedermoor |
| ja   | Datei hochladen | ein Nussbaum (Obervöls) ID: 110_G07                             | 46° 30′ 56″ N, 11° 30′ 48″ O | Botanisches Naturdenkmal: Nußbaum       |
| ja   | Datei hochladen | ein Kirschbaum (St. Konstantin) ID: 110_G08                     | 46° 32′ 4″ N, 11° 31′ 33″ O  | Botanisches Naturdenkmal: Kirschbaum    |

| Foto: | Fotografie des Naturdenkmals. Klicken des Fotos erzeugt eine vergrößerte Ansicht. Daneben finden sich zwei Symbole: |
| ID    | Identifikator bei der Abteilung Natur, Landschaft und Raumentwicklung der Südtiroler Landesverwaltung               |